# Oliver Jones (Pianist)

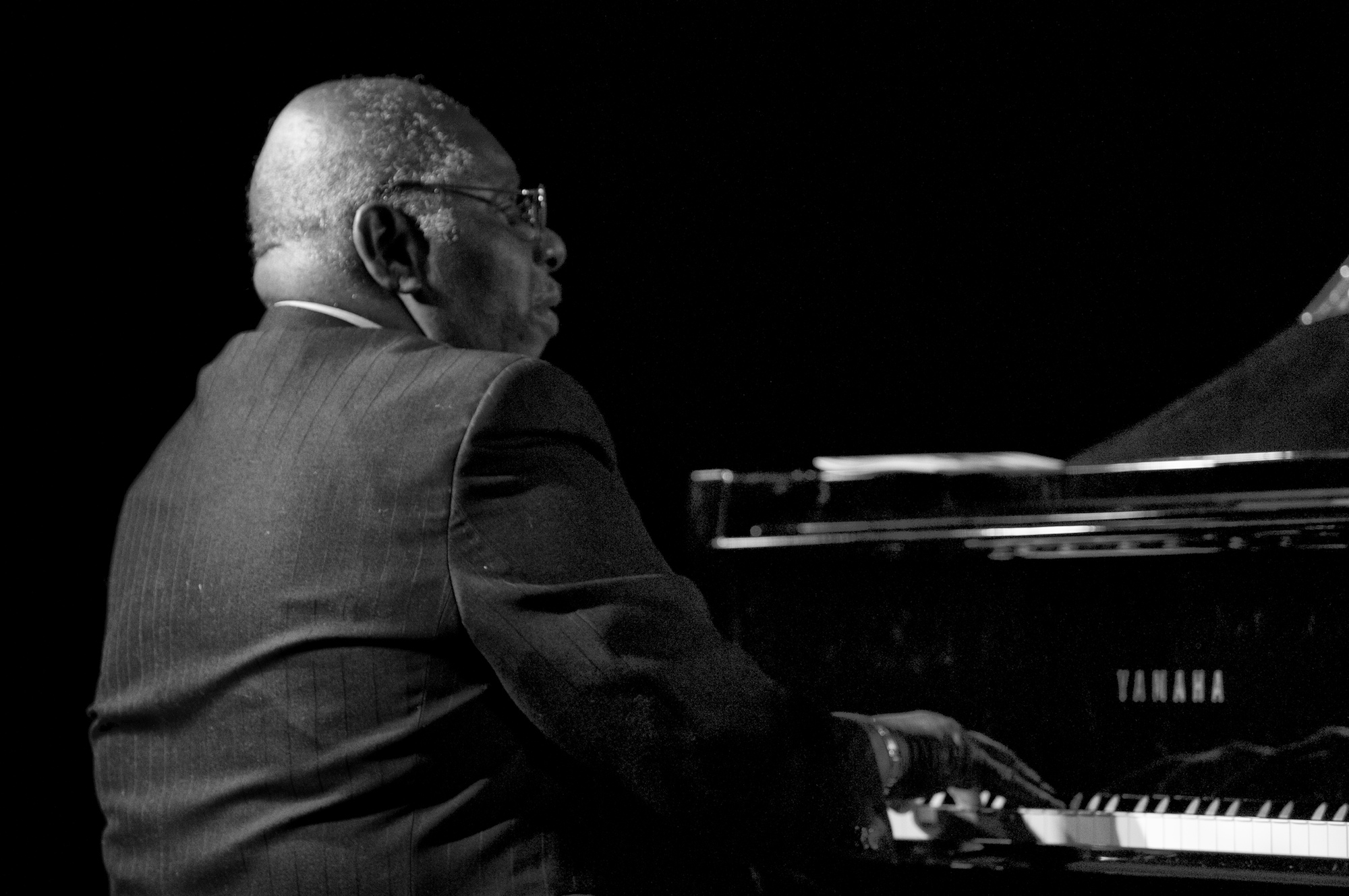
Oliver Jones (2009)

Oliver Theophilus Jones OC QC (* 11. September 1934 in Montreal) ist ein kanadischer Jazzpianist und Komponist.

## Leben und Wirken
Oliver Jones nahm Klavierunterricht ab dem Alter von fünf Jahren, zunächst bei Madame Bonner von der Église Unie im Stadtviertel „Petite Bourgogne (Saint-Henri)“, die durch Trevor Paynes Montreal Jubilation Gospel Choir berühmt wurde. Weitergehenden Unterricht erhielt er bei Oscar Petersons Schwester, Daisy Peterson Sweeney. 
Nach lokalen Auftritten bereiste er die Vereinigten Staaten mit einer Band namens „Bandwagon“. Ab 1980 arbeitete er u. a. als Hauspianist im „Charlie Biddles Jazz Club“ von Montreal (1981 bis 1986), wo er u. a. mit Biddle und dem Schlagzeuger Bernard Primeau auftrat. In der gleichen Zeit trat er in Kanada, aber auch in Europa, auf Festivals, bei Konzerten und in Clubs auf, entweder als Solo-Künstler oder mit einem Trio. 
1986 gewann er einen Juno Award für sein Album Lights of Burgundy und 1989 den „Félix-Preis“ für sein Album Just Friends. Der mit mehreren Ehrendoktortiteln ausgezeichnete Pianist unterrichtete Musik an der Laurentian University von Ontario (1987) und der McGill University in Montreal (1988). 2014 wurde er Ehrenbürger von Montreal.

## Ehrungen
1993 wurde er zum „Officer of the Order of Canada“ (OC) ernannt. 1994 wurde er „Chevalier“ des „Ordre national du Québec“ (QC).

## Diskografische Hinweise
- Oliver Jones and Charlie Biddle 1982
- Live at Biddle's 1983
- The Many Moods of Oliver Jones 1984
- Lights of Burgundy 1985
- Speak Low, Swing Hard 1985
- Requestfully Yours 1985
- Cookin' at Sweet Basil 1987
- Just Friends 1989
- Northern Summit 1990
- A Class Act 1991
- Just 88 1993
- Yuletide Swing 1994
- From Lush to Lively 1995
- Have Fingers Will Travel 1997
- Just In Time 1998
- One More Time 2006